# Закариассен, Кристоффер
Кристоффер Закариассен (норв. Kristoffer Zachariassen; род. 27 января 1994, Сотра) — норвежский футболист, полузащитник клуба «Ференцварош» и сборной Норвегии.

## Клубная карьера
Закариассен начал профессиональную карьеру в клубе «Нест-Сотра» из своего родного города. В 2012 году Кристоффер дебютировал за основной состав во Втором дивизионе Норвегии. В 2014 году Закариассен помог команде подняться в более высокий дивизион. 6 апреля в матче против «Ранхейма» он дебютировал в Первом дивизионе Норвегии. В 2016 году клуб вновь вылетел во Второй дивизион, но Кристоффер остался в команде. В начале 2017 года Закариассен на правах свободного агента подписал контракт с клубом «Сарпсборг 08». 2 апреля в матче против «Согндала» он дебютировал в Типпелиге. В этом же поединке Кристоффер забил свой первый гол за «Сарпсборг 08». В 2018 году в матчах Лиги Европы против турецкого «Бешикташа» и бельгийского «Генка» он забил по голу.
В 2020 году Закариассен перешёл в «Русенборг». 16 июня в матче против «Кристиансунна» он дебютировал за новый клуб. 5 июля в поединке против «Стабека» Кристоффер забил свой первый гол за «Русенборг».
Летом 2021 года Закариассен перешёл в венгерский «Ференцварош». Он сыграл свой первый матч за клуб в квалификации Лиги чемпионов против «Жальгириса». 31 июля в матче против «Кишварды» он дебютировал в чемпионате Венгрии.

## Международная карьера
6 июня 2021 года в товарищеском матче против сборной Греции Закариассен дебютировал за сборную Норвегии.

## Статистика

### Матчи Закариассена за сборную Норвегии
| Матчи Закариассена за сборную Норвегии | Матчи Закариассена за сборную Норвегии | Матчи Закариассена за сборную Норвегии | Матчи Закариассена за сборную Норвегии | Матчи Закариассена за сборную Норвегии | Матчи Закариассена за сборную Норвегии |
| -------------------------------------- | -------------------------------------- | -------------------------------------- | -------------------------------------- | -------------------------------------- | -------------------------------------- |
| №                                      | Дата                                   | Соперник                               | Счёт                                   | Голы Закариассена                      | Соревнование                           |
| 1                                      | 6 июня 2021                            | Греция                                 | 1:2                                    | —                                      | Товарищеский матч                      |
| 2                                      | 17 ноября 2022                         | Ирландия                               | 2:1                                    | —                                      | Товарищеский матч                      |
| 3                                      | 20 ноября 2022                         | Финляндия                              | 1:1                                    | —                                      | Товарищеский матч                      |

Итого: 3 матча / 0 голов; 1 победа, 1 ничья, 1 поражение.